# جوناثان ريبوليدو
جوناثان ريبوليدو (بالإسبانية: Jonathan Rebolledo)‏ هو لاعب كرة قدم تشيلي في مركز الهجوم، ولد في 21 يناير 1991 في إيكويكو في تشيلي. لعب مع ديبورتيس إيكيكي.

## وصلات خارجية
- جوناثان ريبوليدو على موقع قاعدة بيانات كرة القدم.إي يو (الإنجليزية)
- جوناثان ريبوليدو على موقع Soccerway.com (الإنجليزية)
- جوناثان ريبوليدو على موقع AS.com (الإسبانية)